# Bonifatius Fischer
Bonifatius Fischer (1915-1997) – niemiecki biblista, krytyk tekstu Wulgaty, benedyktyn. 
Fischer podważył Hieronimowe autorstwo niektórych partii Nowego Testamentu w Wulgacie. 
W latach 1951–1954 opracował starołaciński tekst Księgi Rodzaju:
- Genesis 1,1 – 9,14 (1951)
- Genesis 9,14 – 27,23 (1952)
- Genesis 27,23 – 43,22 (1953)
- Genesis 43,22 – 50,26 (1954)[1].

Zbadał wszystkie dostępne łacińskie rękopisy czterech Ewangelii. Uczestniczył w pracach nad przygotowaniem Wulgaty Stuttgartiany. Opracował konkordancję do Wulgaty.

## Publikacje
- Novae Concordantiae Bibliorum Sacrorum Iuxta Vulgatam Versionem Critice Editam, 1977, ISBN 3-7728-0638-4
- Beitrage Zur Geschichte Der Lateinischen Bibeltexte
- Lateinische Bibelhandschriften Im Fruhen Mittelalter